# Liste des maires de Montrouge
Liste des maires de Montrouge de 1790 à 1945 puis de 1958 à aujourd'hui.

## Avant l'annexion duPetit Montrougeà la ville de Paris
| Période | Période | Identité                                       | Étiquette   | Qualité                      |
| ------- | ------- | ---------------------------------------------- | ----------- | ---------------------------- |
| 1790    | 1791    | François Ory (1736-1809)                       |             | Maître Carrier               |
| 1791    | 1792    | Étienne Massé                                  |             | "Bourgeois"                  |
| 1792    | 1793    | Mathurin Jean Navaillé Louberguet              |             | curé de la paroisse          |
| 1793    | 1794    | Michel Gillerond                               |             | Propriétaire au Petit Vanves |
| 1794    | 1795    | Louis-François Coufourier                      |             |                              |
| 1795    | 1800    | Olivier Viquenel                               |             | Agent municipal              |
| 1800    | 1801    | Michel Gillerond                               |             |                              |
| 1801    | 1819    | Jean-François Dubreuil de Mazières (1767-1819) |             |                              |
| 1819    | 1823    | Blaise Gambier                                 |             |                              |
| 1823    | 1826    | Denis Dufour (1757-1834                        |             | Propriétaire                 |
| 1826    | 1832    | Armand Leullier                                |             |                              |
| 1832    | 1843    | Arnault Morère (1783-1845)                     |             | Propriétaire                 |
| 1843    | 1848    | Alexandre Dareau (1791-1866)                   |             |                              |
| 1848    | 1850    | Gilles Cadet                                   | Républicain |                              |
| 1850    | 1852    | Charles Guénot                                 |             |                              |
| 1852    | 1859    | Alexandre Dareau                               |             |                              |

Alexandre Dareau rallia le mouvement républicain en 1848. Après l'annexion du Petit Montrouge, il deviendra maire du XIVe arrondissement.

## Après l'annexion du Petit Montrouge à Paris
| Période | Période | Identité                                 | Étiquette | Qualité                                                          |
| ------- | ------- | ---------------------------------------- | --------- | ---------------------------------------------------------------- |
| 1860    | 1871    | Barthélémy Perier (1814-1874)            |           | Maître-carrier, marchand de bois, officier de la garde nationale |
| 1871    | 1876    | Louis Rolland (1832-1893)                |           | Fabricant de produits chimiques                                  |
| 1876    | 1881    | Jean-François Raveret (1817-1898)        |           | Fonctionnaire au ministère de la Guerre, propriétaire            |
| 1881    | 1884    | Jean-Baptiste Gustave Martin (1816-1896) |           | Homme de lettres et publiciste                                   |
| 1884    | 1888    | Louis Rolland (1832-1893)                |           |                                                                  |
| 1888    | 1908    | Edmond Champeaud (1849-1926)             |           | Entrepreneur en charpente                                        |
| 1908    | 1912    | Hippolyte Mulin (1833-1912)              |           | Chef de division honoraire à la Préfecture de la Seine           |
| 1912    | 1925    | Louis Ulysse Lejeune (1850-1926)         |           | Négociant en vin et distillateur                                 |
| 1925    | 1928    | Arthur Auger (1849-1928)                 | Rad.      | Ancien fonctionnaire des Contributions indirectes                |
| 1928    | 1944    | Émile Cresp (1877-1950)                  | SFIO      | Fonctionnaire du département                                     |
| 1944    | 1945    | Marc Delauzun (1903-1960)                | SFIO      | Maire délégué, président du comité local de libération           |

## Ve République
| Période | Période  | Identité                  | Étiquette | Qualité            |
| ------- | -------- | ------------------------- | --------- | ------------------ |
| 1958    | 1994     | Henri Ginoux (1909-1994)  | UDF       | Relieur industriel |
| 1994    | 2016     | Jean-Loup Metton (1949-)  | UDI       | Consultant         |
| 2016    | En cours | Etienne Lengereau (1966-) | UDI       | Cadre de La Poste  |

## Hommage urbain
Aujourd'hui, seulement 4 maires sont présents dans les intitulés urbain de la ville:
- La rue Louis Rolland dans le Vieux Montrouge
- La place Emile Cresp devant le Beffroi de Montrouge
- L'avenue Henri Ginoux qui coupe la ville du Nord au Sud en reliant la Porte de Montrouge et la station de métro Barbara
- Le parc Jean-Loup Metton situé dans le complexe des Allées Jean-Jaurès

Il existe un débat autour de la Rue Périer. Cette rue peut à la fois faire référence au maire Barthélémy Perier, mais aussi au poète belge Odilon-Jean Périer, la rue se trouvant dans le "quartier des écrivains" (Rue Racine, Rue Molière, Rue Boileau...)

## Référence
1. ↑  Site officiel de Montrouge, Les maires de Montrouge, Montrouge, son histoire
2. ↑  « Des maires et des rues » dans Montrouge Magazin no 82, avril/mai 2009
3. ↑  Jean Maitron, Claude Pennetier, Émile Marie Cresp, notice biographique sur maitron.fr.
4. ↑  Plan de la Ville de Montrouge, Montrouge

## Pour approfondir